# Skrattfalk
Skrattfalk (Herpetotheres cachinnans) är en fågel i familjen falkar inom ordningen falkfåglar.

## Utseende och läte
Skrattfalken är en rätt stor (cirka 50 cm) falk med lång avrundad stjärt och korta rundade vingar. Huvudet verkar också relativt stort. Utseendet är mycket karakteristiskt, med gräddvitt på huvud och undersida, en bred svart eller svartbrun ansiktsmask som sträcker sig bak i nacken och mörkbrun ovansida. I flykten syns en ljus vingfläck format av beigefärgade baser på handpennorna. Arten flyger med snabba och stela vingslag. Den kretsflyger ej. Lätet är ett vittljudande skrattande levererat i serier som kan pågå i upp till fem minuter.

## Utbredning och systematik
Skrattfalk placeras som enda art i släktet Herpetotheres. Den förekommer i Central- och Sydamerika från norra Mexiko till Peru. Fågeln delas in i två underarter med följande utbredning:
- Herpetotheres cachinnans cachinnans – förekommer från norra Mexiko (söderut från södra Sonora och San Luis Potosí) genom Centralamerika till nordöstra Panama och norra Colombia samt öster om Anderna till Paraguay, nordöstra Argentina och södra och östra Brasilien
- Herpetotheres cachinnans fulvescens – förekommer från allra östligaste Panama (Darién) söderut till nordvästra Peru (i syd till Lambayeque)

## Levnadssätt
Skrattfalken hittas i tropiska låglänta områden, i cerrado, galleriskog och regnskog, men är vanligast i skogsbryn. Den ses ofta sitta på exponerade grenar varifrån den jagar ormar, dess huvudsakliga föda.

### Häckning
Skrattfalken häckar vanligen i ett trädhål, men bon har även noterats i en trädklyka, en klängväxt eller i ett gammalt kvistbo som byggts av en annan rovfågel. Den lägger vanligen ett ägg, vitt med bruna fläckar. Endast honan ruvar, i drygt 40 dagar. Båda föräldrarna matar ungarna som lämnar boet efter 55–59 dagar.

## Status och hot
Arten har ett stort utbredningsområde, men tros minska i antal, dock inte tillräckligt kraftigt för att den ska betraktas som hotad. Internationella naturvårdsunionen IUCN listar därför arten som livskraftig (LC).   Beståndet uppskattas till i storleksordningen en halv till fem miljoner vuxna individer.

## Galleri

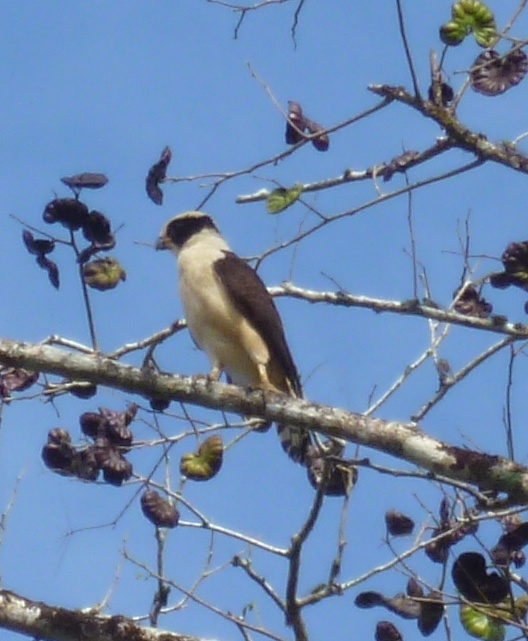
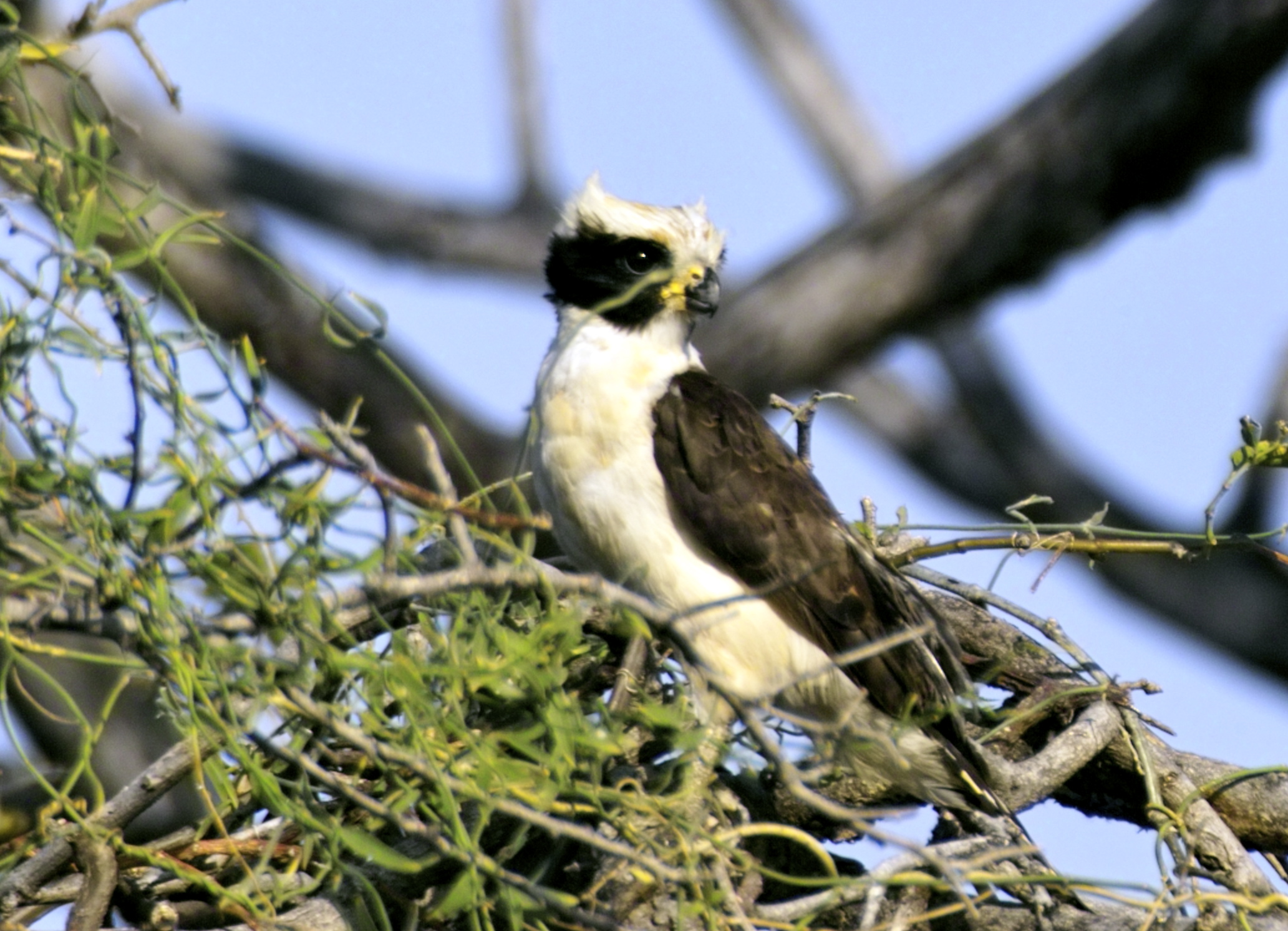